# The Waterboys (album)
The Waterboys es el álbum debut homónimo de The Waterboys, publicado en julio de 1983 después de ser grabado en varias sesiones entre diciembre de 1981 y noviembre de 1982, primero en los Redshop Studios de Londres y después en los Farmyard Studios del productor Rupert Hine en  Buckinghamshire.
Tras la grabación de las primeras pistas por Mike Scott en solitario, reclutó para formar la nueva banda a Kevin Wilkinson como batería y a Anthony Thistlethwaite como saxofonista, a quien había escuchado en un disco de Nikki Sudden y cuyo instrumento tuvo mucho protagonismo y presencia en el sencillo previo de marzo de 1983 "A Girl Called Johnny", canción inspirada en Patti Smith.
En octubre de ese mismo año se lanzaría el segundo sencillo "December", siendo la portada del álbum una fotografía del cantante Mike Scott, realizada por Panny Charrington.
En 2002 se incluyeron canciones adicionales inéditas, grabaciones originales o caras b de los primeros sencillos.  

## Lista de canciones
1. "December"
2. "A Girl Called Johnny"
3. "The Three Day Man"
4. "Gala"
5. "I Will Not Follow"
6. "It Should Have Been You"
7. "The Girl in the Swing"
8. "Savage Earth Heart"

### Reedición de 2002
1. "December"
2. "A Girl Called Johnny"
3. "The Three Day Man"
4. "Gala" (Inédita)
5. "Where Are You Now When I Need You?" (cara b single "December")
6. "I Will Not Follow"
7. "It Should Have Been You"
8. "The Girl in the Swing"
9. "Savage Earth Heart"
10. "Something Fantastic" (Inédita)
11. "Ready for the Monkeyhouse" (cara b maxi-single "A Girl Called Johnny")
12. "Another Kind of Circus" (Inédita)
13. "A Boy in Black Leather"(Inédita)
14. "December" (Original 8-track mix)
15. "Jack of Diamonds" (Inédita)

## Personal

### Formación
- Mike Scott – Compositor, vocalista, pianista, guitarra, órgano, bajo, mandolina

### Participantes
- Anthony Thistlethwaite – Saxofonista y percusión y voces
- Kevin Wilkinson – Batería y voces
- Nick Linden – Bajo y voces
- Norman Rodger – Bajo
- Ray Massey – Batería y percusión
- Rupert Hine - Percussion y programador electrónico
- Stephen W Tayler – Bajo, sintetizador y programador electónico